# Élections régionales de 2005 en Calabre
Les Élections régionales de 2005 en Calabre (en italien : Elezioni regionali in Calabria del 2005) ont eu lieu le 3 avril 2005 afin d'élire le président et les 49 autres membres de la VIIIe législature du conseil régional de Calabre pour un mandat de 5 ans.

## Système électoral
La Calabre est une région italienne à statut simple. 
Le conseil régional ainsi que son président sont élus simultanément pour cinq ans au suffrage universel direct. Les 48 conseillers sont élus au scrutin proportionnel plurinominal avec listes ouvertes, vote préférentiel et seuil électoral de 8 %, tandis que le président est élu au scrutin uninominal majoritaire à un tour. Ce dernier se présente obligatoirement en tant que candidat d'une liste en lice pour le conseil régional, ce qui interdit de fait les candidatures sans étiquettes.
La liste du président élu reçoit d'emblée une prime majoritaire de 4 sièges. Le reste est ensuite reparti à la proportionnelle aux différentes listes ayant franchi le seuil électoral, selon les cinq provinces. Le seuil de 8 % est abaissé à 4 % pour les listes se présentant au sein d'une coalition ayant elle-même franchie le seuil initial. Par ailleurs, le président élu et le candidat en deuxième place devient de droit membre du conseil, ce qui porte le total de conseillers à 50.

### Modalités
L'électeur vote sur un même bulletin pour un candidat à la présidence et pour la liste d'un parti. Il a la possibilité d'exprimer ce vote de plusieurs façons.
- Soit voter pour une liste, auquel cas son vote s'ajoute également à ceux pour le candidat à la présidence soutenu par la liste. Il a également la possibilité d'exprimer un vote préférentiel pour deux candidats de son choix sur la liste en écrivant leurs noms. Il ne doit dans ce cas pas écrire les noms de deux candidats de même sexe, ni un seul nom.

- Soit ne voter que pour un candidat à la présidence, auquel cas son vote n'est pas étendu à sa liste.

- Soit préciser son vote pour un candidat et pour une liste. Cette dernière doit cependant obligatoirement faire partie de celles soutenant le candidat choisi.

### Répartition des sièges
| Provinces                                      | Sièges | +/- |  |
| Catanzaro                                      | 8      | 2   |  |
| Cosenza                                        | 17     | 4   |  |
| Crotone                                        | 4      | 1   |  |
| Reggio de Calabre                              | 12     | 1   |  |
| Vibo Valentia                                  | 3      | 2   |  |
| Candidats à la présidence et prime majoritaire | 6      | 3   |  |
| Total                                          | 50     | 7   |  |

## Résultats
|                           |                           |            |            |                      |                                            |                                                    |           |         |         |               |               |       |  |  |
| Présidence                | Présidence                | Présidence | Présidence | Présidence           | Conseil                                    | Conseil                                            | Conseil   | Conseil | Conseil | Conseil       | Conseil       | Total |  |  |
| Candidats                 | Candidats                 | Votes      | %          | Élus                 | Partis                                     | Partis                                             | Votes     | %       | +/-     | Sièges        | +/-           | Total |  |  |
|                           | Agazio Loiero (DL)        | 663 986    | 58,95      | 5                    |                                            | Démocrates de gauche (DS)                          | 168 661   | 15,50   | 1,22    | 7             | 2             |       |  |  |
|                           | Agazio Loiero (DL)        | 663 986    | 58,95      | 5                    | La Marguerite (DL)                         | 157 932                                            | 14,52     | 1,13    | 7       | 3             |               |       |  |  |
|                           | Agazio Loiero (DL)        | 663 986    | 58,95      | 5                    | Union des démocrates pour l'Europe (UDEUR) | 94 678                                             | 8,70      | 2,49    | 4       | 2             |               |       |  |  |
|                           | Agazio Loiero (DL)        | 663 986    | 58,95      | 5                    | Socialistes démocrates italiens (SDI)      | 74 214                                             | 6,82      | 0,77    | 3       | 1             |               |       |  |  |
|                           | Agazio Loiero (DL)        | 663 986    | 58,95      | 5                    | Parti de la refondation communiste (PRC)   | 56 099                                             | 5,16      | 2,20    | 2       | 1             |               |       |  |  |
|                           | Agazio Loiero (DL)        | 663 986    | 58,95      | 5                    | Projet pour la Calabre (PdCI-IdV)          | 45 865                                             | 4,22      | 1,15    | 2       | 1             |               |       |  |  |
|                           | Agazio Loiero (DL)        | 663 986    | 58,95      | 5                    | Unis pour la Calabre (PLD-FdV-PSDI)        | 34 208                                             | 3,14      | 1,57    | —       | 1             |               |       |  |  |
|                           | Agazio Loiero (DL)        | 663 986    | 58,95      | 5                    | Liste commune MRE-AP                       | 26 780                                             | 2,46      | Nv.     | —       | en stagnation |               |       |  |  |
|                           | Agazio Loiero (DL)        | 663 986    | 58,95      | 5                    | Liste des consommateurs                    | 1 738                                              | 0,16      | Nv.     | —       | en stagnation |               |       |  |  |
| Total L'Union             | Total L'Union             | 663 986    | 58,95      | 5                    | 660 175                                    | 60,69                                              | 11,67     | 25      | 9       | 30            |               |       |  |  |
|                           | Sergio Abramo (FI)        | 447 243    | 39,71      | 1                    |                                            | Union des démocrates chrétiens et centristes (UDC) | 113 052   | 10,39   | 2,85    | 6             | 1             |       |  |  |
|                           | Sergio Abramo (FI)        | 447 243    | 39,71      | 1                    | Forza Italia (FI)                          | 108 619                                            | 9,98      | 8,27    | 5       | 2             |               |       |  |  |
|                           | Sergio Abramo (FI)        | 447 243    | 39,71      | 1                    | Alliance nationale (AN)                    | 107 981                                            | 9,93      | 0,45    | 5       | 1             |               |       |  |  |
|                           | Sergio Abramo (FI)        | 447 243    | 39,71      | 1                    | Nouveau PSI (NPSI)                         | 58 252                                             | 5,35      | 2,61    | 3       | 2             |               |       |  |  |
|                           | Sergio Abramo (FI)        | 447 243    | 39,71      | 1                    | Avec Abramo (PRI-PLI)                      | 27 268                                             | 2,51      | 1,30    | —       | en stagnation |               |       |  |  |
|                           | Sergio Abramo (FI)        | 447 243    | 39,71      | 1                    | Mouvement Idée sociale (MIS)               | 4 285                                              | 0,39      | Nv.     | —       | en stagnation |               |       |  |  |
| Total Maison des libertés | Total Maison des libertés | 447 243    | 39,71      | 1                    | 419 457                                    | 38,56                                              | 11,51     | 19      | 1       | 20            |               |       |  |  |
|                           | Fortunato Aloi            | 12 538     | 1,11       | —                    |                                            | Alternative sociale (AS)                           | 7 269     | 0,67    | Nv.     | 0             | en stagnation | 0     |  |  |
|                           | Giuseppe Bilello          | 2 583      | 0,23       | —                    |                                            | Démocrates chrétiens écologistes                   | 924       | 0,08    | Nv.     | 0             | en stagnation | 0     |  |  |
|                           |                           |            |            |                      |                                            |                                                    |           |         |         |               |               |       |  |  |
| Votes valides             | Votes valides             | 1 126 350  | 94,79      |                      | Votes valides                              | Votes valides                                      | 1 087 825 | 91,55   |         |               |               |       |  |  |
| Votes blancs et nuls      | Votes blancs et nuls      | 61 883     | 5,21       | Votes blancs et nuls | Votes blancs et nuls                       | 100 408                                            | 8,45      |         |         |               |               |       |  |  |
| Total candidats           | Total candidats           | 1 188 233  | 100        | 6                    | Total partis                               | Total partis                                       | 1 188 233 | 100     | -       | 44            | 10            | 50    |  |  |
| Abstentions               | Abstentions               | 657 198    | 35,61      |                      |                                            |                                                    |           |         |         |               |               |       |  |  |
| Inscrits/participation    | Inscrits/participation    | 1 845 431  | 64,39      |                      |                                            |                                                    |           |         |         |               |               |       |  |  |